# Bartolomé Flores
Bartolomé Flores, nombre castellanizado de Bartholomeus Blumenthal Welzer (Núremberg, 1506-Talagante, 11 de noviembre de 1585) fue un alemán socio y carpintero de la hueste de Pedro de Valdivia en la Conquista de Chile. Se le considera el primer alemán establecido en Chile.

## Primeros años
Nació el 1506 en Núremberg. Hijo de los alemanes Johann Blumenthal y de Agatha Welzer Jubert, ambos naturales de Núremberg, posiblemente de una familia de apellido Blümel, Blümlein o Blum (lo que significa flor o florecita) arraigada en esa ciudad, con alguna posibilidad de ascendencia judía. En su testamento, él indica el apellido de su madre como Juberi, lo que algunos lo identifican con los Welzer o Welser, y otros lo transcriben por Jubert (apellido indicado por Medina) que habría sido una enmienda inoportuna. Benjamín Vicuña Mackenna le llamó hipotéticamente Blumen, lo cual sería la retraducción literal de su apellido español Flores, pero resulta ser un apellido inusual en el idioma alemán y sin registro alguno en Núremberg. José Toribio Medina le llamó Blumenthal, un apellido alemán-judío moderno, sin mencionar su fuente o proveniencia. Sin embargo, de modo alguno se le puede considerar el primer judío chileno como algunos lo intentaron, pues de las indicaciones en su testamento se desprende con claridad que sus padres ya eran cristianos.

## Viaja a América
No se sabe de su vida en Europa. En 1528 estaba en la isla de Santo Domingo y Nicaragua luego viajando hacia España, regresando al Nuevo Mundo y llegando a Perú, a apoyar a Francisco Pizarro, donde conoció a Pedro de Valdivia, uniéndose a la hueste conquistadora de Chile como uno de los financieros menores de la expedición. Le prestó doce mil pesos de oro en Chuquisaca, y trajo, además de treinta yanaconas para su servicio, dos negros esclavos, y tan magníficos caballos que cada uno de ellos valía más que los dos negros y los treinta yanaconas reunidos

### Conquista de Chile
En 15 de agosto de 1541, época inicial del asentamiento hispano en Chile, Flores ocupó cargos como el de tenedor de bienes de difuntos y procurador de la ciudad de Santiago, por designación de sus compañeros “por solícito y por ser persona de experiencia”.

#### Conoce al Inca Tala Canta Ilabe
Fundada la capital del reino de Chile el 12 de febrero de 1541, con el nombre de Santiago de Nueva Extremadura, ejerció el cargo de tenedor de difuntos y al poco tiempo fue nombrado procurador de la ciudad.
Pedro de Valdivia necesitó proveerse de madera para muchos usos, por lo cual se comisionó a Flores para que la buscase, dado que este ejercía el oficio de carpintero constructor.
Así fue como llegó a las tierras y al pucara y mitimae del Inca Tala Canta Ilabe, con quien tuvo un excelente entendimiento. Allí pudo obtener no sólo las maderas que buscaba, sino también trabajadores para las obras de construcción en Santiago, y telas y vasijas de arcilla que le asombraron mucho. 
Con el tiempo logró el consentimiento de Tala Canta Ilabe para casarse con una de sus nietas. La familia del cacique, ya llamado Talagante por los españoles, se convirtió al cristianismo y la novia de Bartolomé Flores fue bautizada con el nombre de Elvira, pasando a ser la cacica Elvira de Talagante.
Flores se afincó definitivamente en Santiago hacia 1547 o 1549 recibiendo como encomienda las chacras de Quilicura.

#### Construye un molino
En el Cerro Santa Lucía, hacia 1548, el capitán Rodrigo de Araya construyó el primer molino, ubicado en la ladera sur oeste. Bartolomé Flores construyó otro molino en 1553, conocido como el de Flores. En 1567, Flores donó el molino que poseía en la falda oriental del cerro Santa Lucía al Hospital San Juan de Dios.

#### Viñatero
Al oriente del Cerro Huelén se crearon dos chacras, una en 1546, que perteneció a Bartolomé Flores, y otra en 1557 de propiedad de Juan Gómez. Ambos plantaron viñas, siendo éstas las primeras del Valle Central. Recién a fines del siglo XVIII fueron subdivididas (en diez quintas), dando origen a los callejones que a principios del siglo XIX se convirtieron, entre otras, en las calles Padre Valdivia (antigua Los Patos) y Victoria Subercaseux (antigua Tres Montes), en el posteriormente conocido como Barrio Lastarria.

## Sus propiedades
Los servicios de Flores fueron premiados por Valdivia con fecha 1 de agosto de 1549, ratificados posteriormente el 24 de julio de 1550. La encomienda incluía a los indígenas que obedecían a los caciques Tala Canta Ilabe, Mavellangai, Codalmolcaleví, Upiro, Lebalo, Guarcamilla, Acai, Nabalquivil, Quelamangui, Conquemangui y Namarongo, todos ellos del valle del Mapocho. 
También le fueron concedidas las encomiendas de Cauquenes y Putagán. El decreto también incluyó la encomienda de Longomilla, dada a Juan de Cuevas. 
Estas tierras eran muy ricas y habían alcanzado un notable grado de desarrollo.

### Encomienda de Putagán
En la encomienda de Putagán, Flores introdujo adelantos en la agricultura, y en la crianza de caballos y cerdos.
Construyó el primer molino, fundó la primera capilla y una fábrica de carretas. En su trato con los indígenas fue un ejemplo de buen encomendero. A su muerte, el 11 de noviembre de 1585 heredó estas tierras su hija, Águeda Flores, hija habida con la cacica de Talagante, Elvira. 
Águeda Flores se casó con el capitán Pedro Lísperguer, de origen alemán, el cual era dueño de la encomienda de Cauquenes y Purapel, entregadas el año 1558 por García Hurtado de Mendoza. 
Con el matrimonio quedaron unidas las tres encomiendas. El hijo de este matrimonio, Pedro Lisperguer y Flores, que había heredado tierras en Peñaflor, trasladó a parte de los indígenas desde allí a estas tierras, aproximadamente en 1624.
Hacia septiembre de 1549, ya era propietario de varias tierras agrícolas en las cercanías de Santiago: por concesión de Pedro de Valdivia obtuvo la propiedad del Rincón de Moco y las tierras de Quitoa, que eran del Cacique de Talagante, recibiendo además una encomienda de indígenas en esa localidad y otra en Maule. Posteriormente, compró una chacra situada en Quilicura y otra propiedad en Tobalaba, regada por las aguas de la Quebrada de Ramón. Esta es conocida en la actualidad como Parque La Quintrala.

## Descendencia
Sus hijos fueron:
- Águeda Flores n. 1544 dueña de lo que actualmente es la comuna de Quilicura, de la parte oriental de Codegua (Rancagua), además de propiedades hasta el río Maule. Águeda Flores, fue la abuela de Catalina de los Ríos y Lisperguer, llamada La Quintrala.
- Bartola Flores, quien se casó con Francisco Hernández Gallego, sin hijos.
- Bartolomé Flores n. 1539; peruano, vivía en Santiago cuando murió su padre.

## Muerte
Bartolomé Flores muere en Santiago, de causas no precisadas en su “heredad y viña”, en el lado oriente del Santa Lucía, donde actualmente se encuentra el Barrio Lastarria el 11 de noviembre de 1585.

## Testamento
En cuanto al testamento de Bartolomé Flores, fue otorgado en artículo de muerte, y en él dice el conquistador que instituye por universal heredera a su hija natural Doña Águeda Flores, con cargo de que se respete las donaciones intervivos que había hecho a favor del hospital de Santiago y de sus indios de encomienda en Talagante, en Putagán y en el territorio de los indios Puelches…
Doña Águeda era hija única, desde el punto de vista legal  porque aunque aparece como testigo del testamento un “Bartolomé Flores el Mozo”, no lo menciona en el cuerpo del instrumento ni el testador le da ningún derecho.